# Rjazanska oblast
Rjazanska oblast (rusko Ряза́нская о́бласть) je oblast v Rusiji v Osrednjem federalnem okrožju. Na severu meji z Vladimirsko oblastjo, na vzhodu z republiko Mordvinijo, na jugovzhodu s Penzensko oblastjo, na jugu s Tambovsko in Lipecko oblastjo, na zahodu s Tulsko oblastjo in na severozahodu z Moskovsko oblastjo. Ustanovljena je bila 26. septembra 1937. Do tedaj se je imenovala Rjazanska gubernija.